# Antonio Citterio
Antonio Citterio (Meda, 16 giugno 1950) è un designer e architetto italiano.

## Biografia
Laureato in Architettura presso il Politecnico di Milano, dal 1972 collabora, nel settore del disegno industriale, con varie aziende, tra le quali Ansorg, Arclinea, Axor-Hansgrohe, B&B Italia, Flexform, Flos, Hermès, Iittala, Kartell, Olivari, Sanitec (Geberit group), Technogym e Vitra. Maxalto, un marchio di B&B Italia, è ideato e coordinato interamente da Antonio Citterio.
Tiene lezioni e conferenze. Ha vinto premi tra i quali il premio Compasso d'oro nel 1987 e nel 1994. Alcune sue opere fanno parte dell'esposizione permanente del MoMA e del Centro Georges Pompidou di Parigi.
Nel 2000 fonda, con Patricia Viel, una società per la progettazione architettonica e di interni.

## Progetti di design industriale realizzati
Ha realizzato numerosi oggetti riguardanti il Disegno Industriale, fra i quali più famosi:
- Il sistema di divani Sity per B&B Italia (1986), (Premio Compasso d'oro 1987);
- Il tavolo allungabile Battista per Kartell (1991);
- Il sistema di carrelli "OXO" per Kartell (1992);
- Il sistema di armadietti Mobil per Kartell (1993), (Premio Compasso d'oro 1994);
- La sedia T-Chair per Vitra (1994);
- La sedia Dolly per Kartell (1996);
- Il sistema di divani Charles per B&B Italia (1997);
- Il divano componibile Groundpiece per Flexform (2001);
- La sedia Iuta per B&B Italia (2006);
- La maniglia Milano per Olivari (2019);